# Hala Pyszna

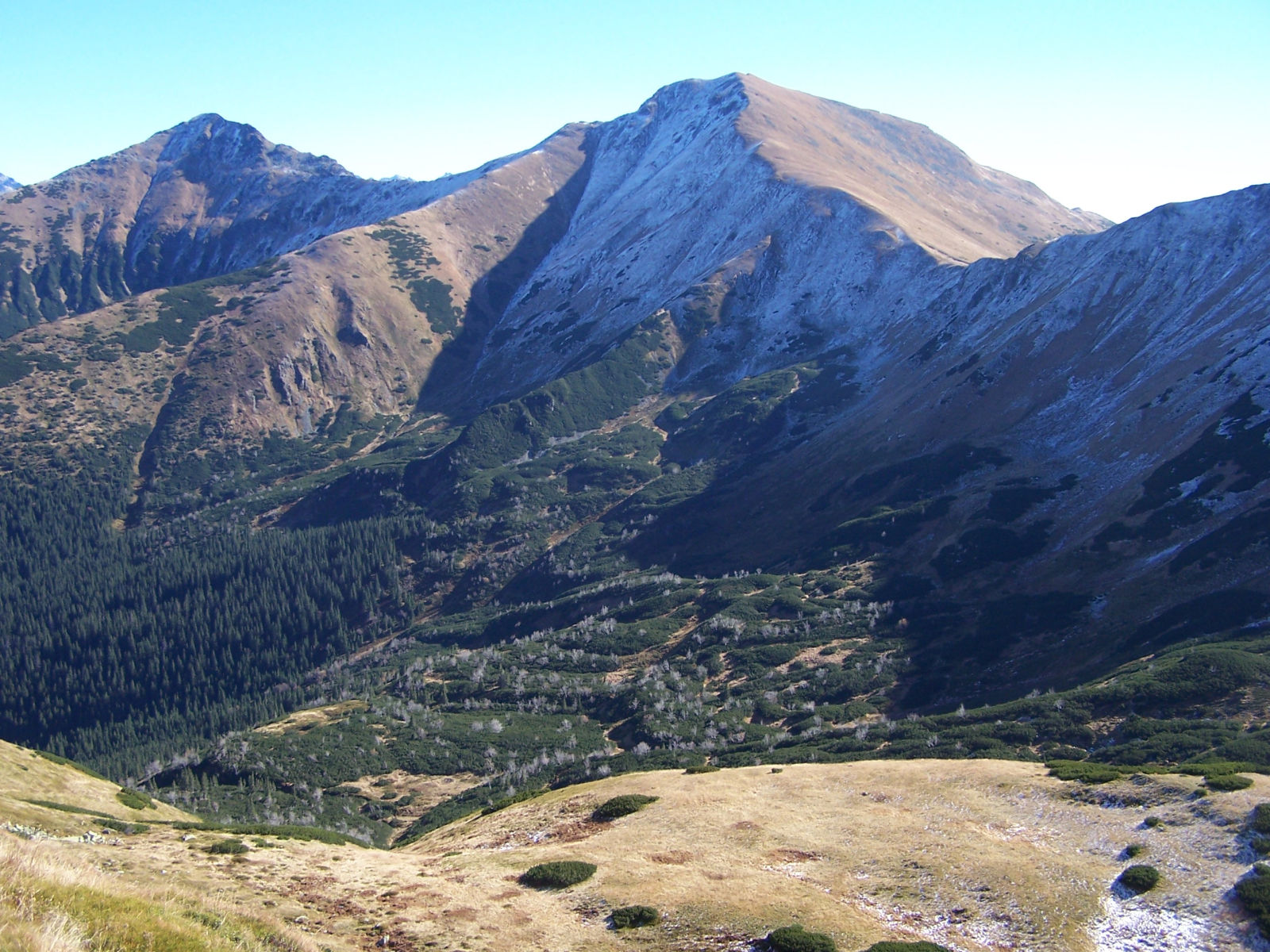
Tereny dawnej hali (na środku Kamienista)

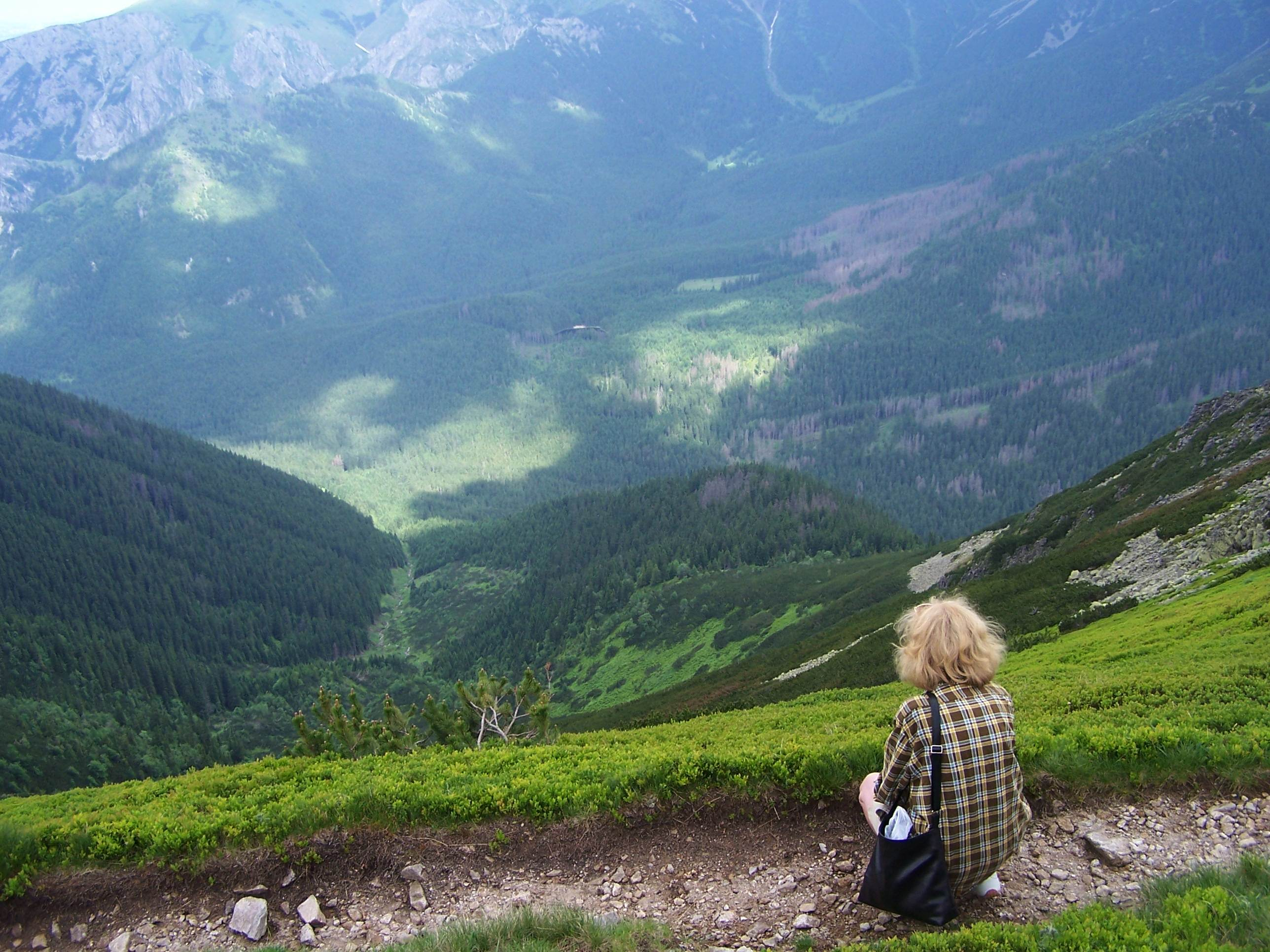
Tereny dawnej hali

Hala Pyszna, Hala Pyszniańska – dawna hala pasterska w górnej części Doliny Pyszniańskiej (górna część Doliny Kościeliskiej) w Tatrach Zachodnich. Była jednym z ważniejszych ośrodków pasterstwa w Tatrach. Musiała tutaj być bujna roślinność – słowo Pyszna, od którego wywodzi się nazwa hali, w gwarze znaczy tyle co bujna. Do Hali Pysznej należały polany: Niżnia Pyszna Polana, Wyżnia Pyszna Polana i Młyniska. Na pierwszych dwóch polanach stały dawniej zabudowania pasterskie. Wypasano na obrzeżach polan, w lesie porastającym dolinę, w górnej części wschodnich zboczy Ornaku, północnych zboczach grani głównej Tatr Zachodnich i na Dolinczańskim Grzbiecie. Od 1655 r. wypasali tutaj mieszkańcy wsi Klikuszowa, później także innych miejscowości. Wyrabiane na tej hal sery, tzw. bruski, miały renomę najlepszych w całych Tatrach.
Od początku XX w., gdy obszar hali został wykupiony przez hrabiego Władysława Zamoyskiego, ograniczano wypas, a od 1927 r. zniesiono go zupełnie. Umożliwiło to odtwarzanie się pierwotnej roślinności i polepszyło warunki bytowania dzikich zwierząt. W 1947 r. utworzono tutaj pierwszy w Tatrach ścisły rezerwat przyrody Tomanowa-Smreczyny (obecnie jest to obszar ochrony ścisłej „Pyszna, Tomanowa, Pisana”). Po zaprzestaniu wypasu hala zarosła górnoreglowym lasem i kosówką. Tylko w górnych partiach utrzymuje się jeszcze trawiasta roślinność wysokogórska z sitem skuciną, goryczkami, urdzikiem karpackim, skalnicą tatrzańską i innymi gatunkami. Na wyleżyskach występuje wierzba zielna i żyłkowana.
Przez znajdującą się ponad halą Pyszniańską Przełęcz biegła jedna z częściej używanych tras na drugą stronę Tatr. Na początku XX wieku zbocza tej hali, jak również Hali Ornak, były terenem zjazdowym popularnym wśród narciarzy. Dla ich potrzeb odnowiono na Hali Pysznej schronisko – szałas pasterski z piecem do ogrzewania i dwiema tylko izbami, zamykany ciężkimi sztabami, do których klucze ważyły 4 kg. W czasie II wojny światowej ukrywali się w nim partyzanci i kurierzy tatrzańscy. W 1936 r. otwarto „nowe” schronisko powstałe z rozbudowy starego szałasu. Zostało spalone przez Niemców w styczniu 1945 r.
Hala Pyszna jest niedostępna dla turystów, widać ją doskonale z zielonego szlaku turystycznego z Iwaniackiej Przełęczy przez Siwą Przełęcz na przełęcz Liliowy Karb.